# Spomen-park Brezovica
Spomen-park Brezovica memorijalna je park-šuma u kojoj je 22. lipnja 1941. godine osnovan Prvi sisački partizanski odred, prvi partizanski odred u okupiranoj Jugoslaviji. Ovaj dio šume je poslije rata uređen, a u spomen parku 1981. godine podignut je monumentalni spomenik.

## Povijest
Nakon napada nacističke Njemačke na Sovjetski Savez 22. lipnja 1941. godine, grupa sisačkih članova Komunističke partije Jugoslavije i skojevaca, isti dan se sastala u obližnjoj šumi Brezovici i tamo formirala Prvi sisački partizanski odred. Od dvadesetak boraca u Žabenskoj šumi, već ih je u kolovozu 1941. bilo oko pedeset u Brezovici. Odred je djelovao nekoliko mjeseci, nakon čega je bio rasformiran.
Poslije rata, na mjestu osnutka odreda bila je postavljena spomen-ploča. Spomenik je bio poznat pod imenom „Debeli Brijest“, jer se nalazio pod starim brijestom ispod kojeg je odred bio osnovan.
Godine 1981., na tom mjestu podignut je reprezentativni spomenik visoke umjetničke vrijednosti, čiji je autor bio akademski kipar Želimir Janeš. U spomenik je bila ugrađena ploča koja je ranije stajala na tom mjestu. Unutar spomenika su se nalazile brončane spomen-ploče u obliku stiliziranih šaka, na kojima se nalazio popis svih boraca odreda.
Nakon 1990. godine, spomenik je devastiran, ploča s imenima razbijena, a brončane šake ukradene. Skulptura kolone boraca, rad Frane Kršinića, na određenim je mjestima oštećena eksplozivom.
Godine 1991., Dan ustanka naroda Hrvatske prestao je biti državni praznik, a umjesto njega 22. lipnja je proglašen kao Dan antifašističke borbe. Od tada je spomen park Brezovica mjesto središnje manifestacije proslave praznika svake godine. Pred spomenikom se polažu vijenci delegacija raznih udruga i organizacija i drže govori državnih dužnosnika.

## Opis parka
Spomen-park se sastoji od nekoliko obilježja, od kojih je središnje apstraktni spomenik. Spomenik izgledom podsjeća na stablo brijesta, koje je nekoć raslo na tom mjestu. Po njemu je spomenik poznat pod imenom „Stari Brijest“.
Na prilazu do spomenika se nalazi skulptura „Ustanak“, rad kipara Frane Kršinića. Skulpturu čini kolona od četiri borca, od kojih onaj na začelju poziva narod na ustanak, ispred njega su u pokretu borkinja s puškom koja također zove u ustanak, pokraj nje muškarac s puškom koji juriša naprijed i borac koji na čelu kolone diže desnu šaku, a lijevom rukom drži vijoreći stijeg. Šaka borca na čelu uništena je eksplozivom, kao i još neki detalji na skulpturi.
Pred spomenikom se nalazi spomen-ploča na kojoj su ispisana imena palih boraca iz odreda. Ploča je oštećena s nekoliko hitaca iz vatrenog oružja.
Pokraj spomenika nalazi se i četverokutni kamen na kojem je ispisan datum 22. VI 1941. Uz datum se nalazi impresionistički prikaz spomen šume Brezovice, na kojem se može razaznati silueta spomenika. Na sve četiri bočne strane kamena nalaze se natpisi: na zapadnoj Brezovica Kaline, na istočnoj Brezovica Žabno, na sjevernoj Žabno Sisak i na južnoj Bezovica Osekovo.

## Galerija
- Spomenik „Stari Brijest“
- Spomenik „Ustanak“
- Spomen-ploča
- Spomen-mozaik